# Монастырь Дулево
Монастырь Дулево во имя первомученика Стефана (сербохорв. Manastir Duljevo) — православный монастырь Черногорско-Приморской митрополии Сербской православной церкви, расположенный в Паштровичах, у села Куляче, близ Будвы, на высоте 470 метров над уровнем моря.

## История
По преданию, монастырь был основан в середине XIV века в память о воинах царя Стефана Душана, умерших здесь от чумы. Он являлся приходом (метохом) монастыря Дечаны, в который послушники Дулева переходили после пострига.
Первое письменное упоминание о Дулеве относится к 1677 году, когда в монастыре состоялся собор представителей рода Паштровичей — покровителей обители для избрания игумена.
Здесь в середине XVII века принял постриг первый сербский Патриарх Арсений III Черноевич.
Многие монахи, убегая от турецкого беззакония нашли убежище в этом монастыре. Существуют письменные свидетельства о том, как в 1699 году герцеговский владыка Савватий Любобрадич послал несколько монахов из монастыря Саввина в Дулево.
Дулево было имением Дечанской лавры и связывало дечанских монахов со Святой горой. Игумен монастыря Гавриил (Куляч) был противником союза с Австрией, за что неоднократно подвергался физическому нападению и арестам во время путешествий вне Паштровичей. У него были большие стада овец и он бесплатно раздавал молоко, сыр и хлеб всем путникам, которые проезжали, через Дулево на пути к Святой Горе и обратно. До сих пор растёт шелковица, у которой он делил еду между бедняками.
Монастырь Дулево как и остальные Паштровские монастыри неоднократно подвергался разрушениям в прошлом. Самые тяжёлые испытания монастырь перенёс во время нашествия скадарского паши Махмуда Бушатли, в результате которого Дулево был сожжён турками. При участии русского послушника из соседнего монастыря Прасквица Егора Строганова монастырь был восстановлен на следующий год, им же была выложена каменными плитами тропа от Дулева к морю, которая стала кратчайшим путём в Цетинье. Обитель кормила проходящих путников.
Во время Первой мировой войны австро-венгерские военные ограбили Дулево и увезли уникальный большой колокол особого звучания. В 1924 году монастырь был обновлён благодаря заслугам молодого монаха Бориса (Каженегры). Монахами в этом монастыре были многие Паштровичи, а некоторые из них были игуменами как и знаменитый отец Даниил (Каженегро) (+1820), который заслужил признание как второй основатель.
Во время Второй мировой войны недалеко от монастыря был убит протосинкелл Варнава Бучен (1896—1942), которому было нанесено сорок шесть ударов ножом. Мученическую смерть за любовь ко Господу приняли две монахини Святая Гордана и Святая Стоянка (Стоя). На территории обители располагался штаб партизанского отряда «Штефан Штилянович». В 1942 году после смерти архимандрита Дионисия Миковича, церковного писателя и историка монастырь перестал действовать.
При землетрясении в 1979 году рухнул притвор церкви и открылись средневековые образы двух основателей монастыря из династии королей рода Неманичи. Эти образы размещены в юго-западной части наоса, под которым находится могила основателя монастыря. Образ первомученика и архидьякона Стефана («крестная» слава Неманичей) написана на южной стороне юго-западного пилястра, образы двух монархов- на западной части южной стены. Святой Стефан написан в дьяконском стихаре с кадилом в руках в благодарственном повороте к основателям монастыря: первому монарху-сербскому королю Стефану Урошу III Дечанскому (+1331) и его сыну молодому королю Стефану Душану (1308—1355). Портреты в церкви святого Стефана написаны примерно в 1340 году. В алтаре изображены архиереи, великомученики Георгий и Димитрий, в наосе — святители и святые воины, в верхних зонах — цикл великих праздников. В церкви сохранилось два слоя живописи. Авторы фресок были членами одной из артелей, вероятно из Котора, в живописи заметно совмещение византийских и западных традиций.
В начале 1990-х годов игумен монастыря Прасквица Борис (Каженегра) возобновил Дулево. До 1992 годы заботу о монастыре осуществлял игумен монастыря Прасквица отец Димитрий (Лакич).
С 2002 года монастырь Дулево стал женским монастырем. Настоятельница монахиня Ангелина (Трифунович). Монахини Дулевского монастыря занимаются иконописью, резьбой по дереву, вышиванием, шитьем, изготовлением разных препаратов на основе лекарственных трав.

## Современное состояние
На территории монастыря имеется святой источник Святого Саввы (Саввина вода), водой из которого были исцелены воины царя Стефана Душана от брюшного тифа и он в благодарность Богу построил храм святого архидиакона и первомученика Стефана. Это вода и теперь помогает болящим, особенно при заболеваниях желудка. Неподалеку от монастыря растёт дуб, под которым по преданию отдыхал святой Савва.
Непосредственно над монастырём находятся две келии, в которых по преданию пребывал святой Савва перед своим последним путешествием на Святую Гору.
Монастырский комплекс состоит из церкви святого архидьякона Стефана, монастырской гостиницы, и других сохранившихся построек прежних веков. Церковь построена из правильно тёсаного камня (14,5 х 4,5 м). Это однонефное строение, перекрытое готическим сводом над старой частью храма и полуциркулярным над основной. Размер её скромный и архитектурно не отступает от построек, которые часто появляются в этих местах. Здание прямоугольное с глубокой полуокружной апсидой на восточной стороне, примыкающей удлинённой привратой с полукруглым крыльцом с западной стороны. Над западным фасадом поставлена звонница с колоколом, а на его стене расположена крестообразная розета, вписанная в профилированный прямоугольник, которая была выполнена, согласно надписи, в 1924 году мастером Андреем Кулячей. Старая часть снаружи оштукатурена, с северной и южных сторон видны следы утраченных ныне пристроек, келейный корпус квадратный с узкими окнами-бойницами, с пристроенной новой двухэтажной частью. Пол церкви выложен каменными плитами, под которыми находятся могилы. Сохранились надгробья Егора Строганова и архимандрита Дионисия (Миковича). Амвон выложен красным и белым камнем в виде розетки.